# نادي الزمالك موسم 2012–13
هو الموسم 2012–13 الخاص بنادي الزمالك، شارك في دوري أبطال أفريقيا 2013 بصفته وصيف الدوري المصري لموسم 2010–11 بعد إلغاء بطولة موسم 2011–12 بسبب أحداث ستاد بورسعيد.

## قائمة اللاعبين
ملاحظة: تشير الأعلام إلى المنتخب بحسب قواعد الأهلية المعتمدة من قبل الفيفا؛ تنطبق بعض الاستثناءات المحدودة. وقد يحمل اللاعبون أكثر من جنسية لا تعترف بها الفيفا.
| الرقم | البلد | المركز | اللاعب                 |
| ----- | ----- | ------ | ---------------------- |
| 1     | مصر   | حارس   | محمود عبد الرحيم "جنش" |
| 4     | مصر   | مدافع  | أحمد سمير              |
| 5     | مصر   | وسط    | إبراهيم صلاح           |
| 6     | مصر   | مدافع  | صبري رحيل              |
| 7     | مصر   | مدافع  | حازم امام              |
| 8     | مصر   | مدافع  | هاني سعيد              |
| 9     | مصر   | مهاجم  | أحمد جعفر              |
| 11    | مصر   | وسط    | أحمد عيد عبد الملك     |
| 12    | مصر   | وسط    | أحمد المرغني           |
| 13    | مصر   | مدافع  | محمد عبد الشافي        |
| 15    | مصر   | وسط    | نور السيد              |

| الرقم | البلد        | المركز | اللاعب                            |
| ----- | ------------ | ------ | --------------------------------- |
| 16    | مصر          | حارس   | عبد الواحد السيد                  |
| 17    | مصر          | وسط    | أحمد حسن                          |
| 18    | مصر          | وسط    | إسلام عوض                         |
| 19    | بوركينا فاسو | مهاجم  | عبد الله سيسي                     |
| 20    | مصر          | مدافع  | محمود فتح الله                    |
| 14    | مصر          | وسط    | أحمد مجدي                         |
| 23    | بنين         | مهاجم  | رزاق أوموتويوسي                   |
| 24    | مصر          | وسط    | سعيد محمد قطة                     |
| 3     | الكاميرون    | وسط    | ألكسيس مندومو                     |
| 26    | مصر          | مدافع  | حمادة طلبة (اعارة من مصر المقاصة) |
| 28    | مصر          | حارس   | أحمد الشناوي (اعارة من المصري)    |

## لاعبون تحت 21
ملاحظة: تشير الأعلام إلى المنتخب بحسب قواعد الأهلية المعتمدة من قبل الفيفا؛ تنطبق بعض الاستثناءات المحدودة. وقد يحمل اللاعبون أكثر من جنسية لا تعترف بها الفيفا.
| الرقم | البلد | المركز | اللاعب              |
| ----- | ----- | ------ | ------------------- |
| 28    | مصر   | مدافع  | أحمد سيد عبد القادر |
| 29    | مصر   | مدافع  | صلاح سليمان         |
| 33    | مصر   | وسط    | محمد إبراهيم        |
| 34    | مصر   | وسط    | عمر جابر            |
|       | مصر   | مدافع  | محمد رفاعي 'ويا'    |

| الرقم | البلد | المركز | اللاعب           |
| ----- | ----- | ------ | ---------------- |
| 38    | مصر   | مدافع  | أحمد توفيق       |
|       | مصر   | مدافع  | محمود البدري     |
|       | مصر   | مدافع  | عمرو بركات       |
| 33    | مصر   | حارس   | شريف فوزي        |
| 40    | مصر   | حارس   | مصطفي عبد الستار |

## المعارون
ملاحظة: تشير الأعلام إلى المنتخب بحسب قواعد الأهلية المعتمدة من قبل الفيفا؛ تنطبق بعض الاستثناءات المحدودة. وقد يحمل اللاعبون أكثر من جنسية لا تعترف بها الفيفا.
| الرقم | البلد | المركز | اللاعب                                             |
| ----- | ----- | ------ | -------------------------------------------------- |
|       | مصر   | وسط    | شيكابالا (إلى نادي الوصل حتى نهاية موسم 2012-2013) |
|       | مصر   | وسط    | حسام عرفات (إلى بتروجيت حتى نهاية موسم 2012-2013)  |

## الانتقالات

### إلى النادي
| الرقم | المركز | الاسم              | من                     | الانتقال     | التاريخ       |
| ----- | ------ | ------------------ | ---------------------- | ------------ | ------------- |
|       | وسط    | عبد الله سيسي      | نادي المصري            | انتقال حر    | 15 مايو 2012  |
|       | مدافع  | أحمد غانم سلطان    | نادي تليفونات بني سويف | إنتهاء إعارة | 18 مايو 2012  |
|       | حارس   | أحمد الشناوي       | نادي المصري            | إعارة        | 13 يونيو 2012 |
|       | مدافع  | حمادة طلبة         | نادي مصر المقاصة       | إعارة        | 13 يوليو 2012 |
|       | مدافع  | أحمد مجدي          | نادي المصري            |              | 5 سبتمبر 2012 |
|       | وسط    | أحمد عيد عبد الملك | نادي حرس الحدود        |              | 14 يناير 2013 |

### من النادي
| الرقم | المركز | الاسم           | إلى             | الانتقال   | التاريخ       |
| ----- | ------ | --------------- | --------------- | ---------- | ------------- |
|       | وسط    | كريم الحسن      |                 | انتقال حر  | 23 مايو 2012  |
|       | وسط    | ميدو            | نادي بارنسلي    | عقد انتقال | 26 يونيو 2012 |
|       | وسط    | أحمد غانم سلطان |                 | انتقال حر  | 14 يوليو 2012 |
|       | وسط    | شيكابالا        | نادي الوصل      | اعارة      | 1 أغسطس 2012  |
|       | وسط    | عمرو زكي        | نادي الازيجسبور | عقد انتقال | 8 أغسطس 2012  |

## مباريات الزمالك في الدورى المصري الممتاز (المجموعة ب)
الجولة الأولى
| 2013-2-2 | الزمالك                                | 2 – 0     | الاتحاد السكندري | :ملعب 30 يونيو، القاهرة |
| 19:30    | عمر جابر 74' · محمد رضا (هدف عكسي) 77' | (التقرير) |                  |                         |

الجولة الثانية
| 2013-2-9 | اتحاد الشرطة                 | 2 – 3     | الزمالك                                                | :ملعب 30 يونيو، القاهرة |
| 17:00    | محمد ماجد 23' · خالد قمر 43' | (التقرير) | محمد عبد الشافي 17' · محمد إبراهيم 45' · أحمد جعفر 89' |                         |

## مباريات الزمالك في دورى أبطال أفريقيا

### دور ال64
| 2013-2-17 | الزمالك                                                                         | 7 – 0 | نادي جازيل | :ستاد برج العرب، الإسكندرية |
| 16:00     | أحمد جعفر 15' 45' · محمد إبراهيم 28' 84' · عبد الله سيسي 76' 88' · أحمد حسن 82' |       |            |                             |

| 2013-3-2 | نادي جازيل | 0 – 0 | الزمالك | :ملعب وطني، أنجمينا، تشاد |
|          |            |       |         |                           |

### دور ال32
| 2013-3-15 | الزمالك       | 1 – 0 | فيتا كلوب | :ستاد برج العرب، الإسكندرية |
| 16:00     | أحمد جعفر 67' |       |           |                             |

| 2013-3-2 | فيتا كلوب | 0 – 0 | الزمالك | :ملعب الشهداء، كينشاسا، جمهورية الكونغو الديمقراطية |
|          |           |       |         |                                                     |

### دور ال16
| 2013-4-20 | الزمالك | 1 – 1 | سانت جورج | : |
| 17:00     |         |       |           |   |

| 2013-5-5 | سانت جورج | 2 – 2 | الزمالك | : |
| 13:00    |           |       |         |   |